# История Делавэра

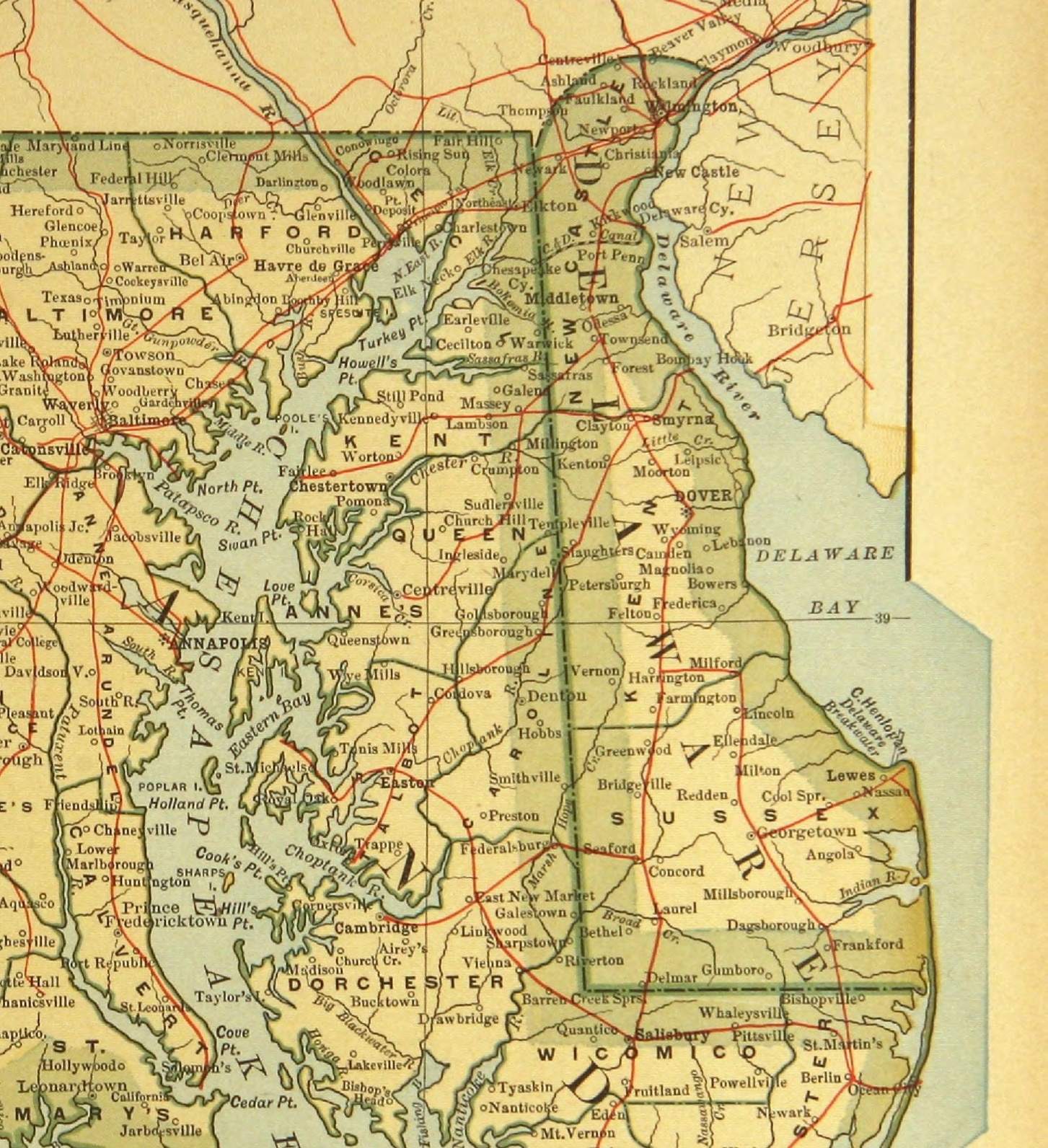
Карта Делавэра 1894 года

История Делавэра как политического образования начинается с ранней колонизации Северной Америки европейцами. Делавэр состоял из трёх округов, образованных после 1680 года и просуществовавших до времени Уильяма Пенна. Каждое из них имело свою собственную историю. Их первые поселенцы идентифицировали себя как жителей округов, нежели колонии или иного образования. Большая часть северного и западного Делавэра относилась к Мэриленду до 1767 года. Вся территория штата находилась под экономическим и политическим влиянием города Филадельфии.

## Доколониальная история
Первыми людьми на территории Делавэра стали так называемые палеоиндейцы которые пришли из Азии во время последнего ледникового периода и добрались до территории Делавэра примерно 11500 лет назад. Обнаруженная около Хокессина стоянка датируется примерно временем 9500 до н.э. и считается одной из старейших датированных стоянок американского Северо-Востока. Ледник ещё покрывал пространства севернее реки святого Лаврентия, поэтому климат Делавэра был более холодным и более влажным. До конце палеоиндейского периода территорию штата покрывали густые еловые леса. Люди могли охотиться на мастодонтов и мамонтов, хотя есть вероятность, что мегафауна уже вымерла к этому времени. Палеоиндейцы сначала использовали рифлёные наконечники (Fluted points) для копий, но около 8000 до н.э. перешли на зубчатые наконечники (Notched points).
Около 6500 года до н.э. на территории Делавэра начался Архаический период, но на территории штата не найдено хорошо сохранившихся стоянок, поэтому этот период изучен хуже всего. Находки того периода это в основном наконечники, которые изредка обнаруживаются на поверхности земли. Климат в то время стал тёплым и влажным, появились большие дубовые леса. Люди использовали примерно те же орудия труда, что и ранее, но к ним добавились топоры. Люди стали чаще употреблять растительную пищу. В Делавэре обнаружены орудия труда из привозных материалов (например, риолита), что может говорить о зачатках торговли, или же о том, что люди того времени изредка совершали длинные путешествия в соседние регионы.
Около 3000 года до н.э. в Делавэре начался ранний Вудлендский период, климат стал теплее и суше, появилось больше рыбы и моллюсков, люди стали селиться вдоль рек в долговременных лагерях, откуда совершали рейды в поисках продовольствия. В это время появляются первые дома, обычно круглой формы. Есть предположение, что они имели крышу, крытую корой. Обычно поселения были небольшими, самое крупное насчитывает 6 домов. В Вудлендский период люди изготавливали уже самые разнообразные наконечники, и из самых разных материалов. Некоторые материалы попали сюда из Огайо, что уже определённо говорит о существовании торговли
Прежде чем на территории Делавэра обосновались европейцы её населяли индейцы алгонкинских народов ленни-ленапе (или делавары, на севере штата) и нантикоки (на юге), саскуэханноки и другие индейские народы. Во второй половине XVII века под давлением ирокезов большинство из них переселилось на запад, в Аллеганские горы.

## Голландские и шведские колонии

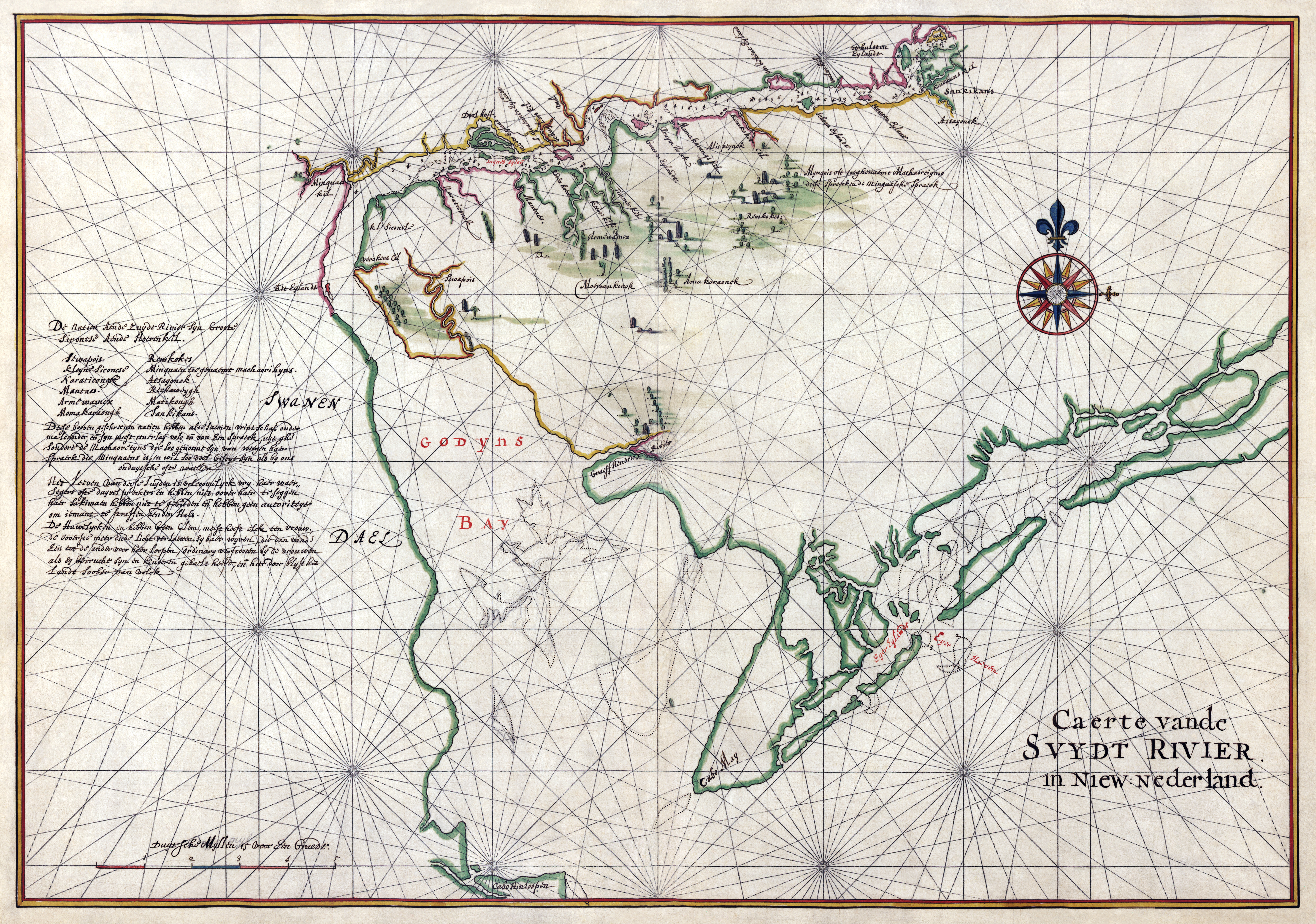
Навигационная карта голландской колонии Сванендал и залива Годен (залива Делавэр), 1639 г.

На владение бассейном реки Делавэр претендовала Англия на основании исследований Джона Кабота в 1497 году, капитана Джона Смита и других, этой земле было присвоено имя Томаса Уэста, 3-го барона де ла Варра, губернатора Виргинии с 1610 по 1618 год. В это время территория современного Делавэра считалась частью колонии Виргиния.
Однако на земли современного Делавэра претендовали и голландцы на основании экспедиции 1609 года Генри Гудзона под патронажем Голландской Вест-Индской компании, основавшей первые поселения европейцев на этой земле. Они основали торговые поселения: Форт Вильхельмус в 1624 году на «Hooghe Eyland» (Высокий остров), современный остров Бёрлингтон, напротив Бёрлингтона (Нью-Джерси); Форт Нассау, около Глостера в 1626 году; и Сванендал, сейчас Льюис (Делавэр) в 1631 году. Петер Минейт, бывший в этот период губернатором Новых Нидерландов, возможно провёл некоторое время на острове Бёрлингтон, осваивая свой регион.
Однако Минёйт поссорился с руководителями Голландской Вест-Индской компании и был отозван из Новых Нидерланд в Европу, где тут же предложил свои услуги многочисленным друзьям из Швеции, игравшей в то время важнейшую роль в европейской политике. Они основали Новую шведскую компанию, и после ряда переговоров Минёйт возглавил экспедицию под флагом Швеции к реке Делавэр в 1638 году. Они основали торговый пост Форт Кристина, современный Уилмингтон (Делавэр). Минёйт провозгласил владение западного берега реки Делавэр, основав первое здесь поселение европейцев. В отличие от Голландской Вест-Индской компании шведы намеревались заселять территорию и вне форта, развивая тем самым свою колонию.
Минёйт утонул при шторме по возвращении домой в том же году, но шведская колония продолжала постепенно расти. К 1644 году шведские и финские поселенцы жили вдоль обоих берегов реки Делавэр от Форта Кристина до реки Скулкил. Наиболее известный губернатор Новой Швеции, Юхан Принц перенёс свою резиденцию в основанный им форт Новый Гётеборг в нынешнем округе Делавэр штата Пенсильвания, где он намеревался сконцентрировать основную массу поселенцев.
Когда голландское поселение в Сванендале, современном Льюисе было разрушено в войне с индейцами, голландцы, никогда не отказывавшиеся от претензий на территорию Делавэра, основали в 1651 году под руководством Питера Стёйвесанта Форт Казимир, нынешний Нью-Касл (Делавэр).  3 года спустя, в 1654 году, Юхан Рисинг, губернатор Новой Швеции захватил у голландцев Форт Казимир. Однако это привело к катастрофе для самих же шведов, так как следующим же летом 1655 года, голландцами была послана экспедиция, возглавляемая Питером Стёйвесантом и превосходящая силы шведов, к реке Делавэр. Она успешно атаковала и захватила все шведские поселения, тем самым закончив существование колонии Новая Швеция и вновь включив эти земли в колонию Новые Нидерланды.

## Британская колония
Однако голландцы недолго владели территорией современного Делавэра, её вскоре захватили англичане, имевшие претензии на неё и ранее. В 1664 году Джеймс, герцог Йоркский и брат короля Карла II, снарядил экспедицию, которая с лёгкостью вытеснила голландцев с берегов рек Делавэр и Гудзон, утвердив здесь власть герцога Йоркского.
Однако лорд Калверт, владелец Мэриленда, имел права на западный берег залива Делавэр, включавший в себя всю территорию современного Делавэра. Но учитывая статус и волю короля Карла II и в угоду его брату Джеймсу, герцогу Йоркскому, Калверт не предъявлял свои претензии. Сам же герцог Йоркский был уверен, что добытая в битве земля принадлежит ему по праву. Территория управлялась из Нью-Йорка как часть колонии Нью-Йорк.
Уильям Пенн, основатель Пенсильвании, земли которой исключали из себя Нью-Касл и территорию в радиусе 12 миль от него, желал для своей колонии иметь выход к морю. Он убедил герцога Йоркского сдать ему в аренду западный берег залива Делавэр. Таким образом, в 1682 году Пенн прибыл в Нью-Касл с двумя документами: хартией провинции Пенсильвании и арендным договоров, ставшим известный как «Закон нижних округов Делавэра».
Уильям Пенн унаследовал права герцога Йоркского на земли современного Делавэра, и началась почти 100-летняя судебная тяжба между Пенном и лордом Балтимором, их наследниками, в Высшем Канцлерском суде в Лондоне. Разрешением этой многолетнего противоборства стали землемерные работы Чарльза Мэйсона и Джеремайи Диксона между 1763 и 1767 годами. Их результатом стало создание знаменитой Линии Мэйсона — Диксона. Однако окончательно вопрос о принадлежности поселений не был решён вплоть до начала Американской революции.

## Американская революция
Американская революция в Делавэре началась не по внутренним причинам, а под влиянием соседних колоний и в основном Филадельфии. Нижние Округа были маленькой колонией, без больших амбиций, поэтому придерживались умеренного курса, и радикально настроенных колонистов было мало. В 1765 году парламент Британии Закон о Гербовом сборе, который вводил налог на всю печатную продукцию. В ответ представители колоний собрались в Нью-Йорке на Конгресс Гербового акта для обсуждения ситуации. Ассамблея Делавэра в это время не работала, но делавэрцы послали на конгресс по одному представителю от каждого округа: Джейкоба Коллока от Сассекса (который, вероятно, так и не прибыл на конгресс), Сизара Родни от Кента и Томаса Маккина. Британский закон не предусматривал особого распределителя гербовых марок для Делавэра (его функции выполнял распределитель от Пенсильвании), поэтому в Делавэре не было инцидентов с угрозами распределителю, как в других колониях. Конгресс составил петицию королю, которая не дала эффекта, но уже в 1766 году закон был отменён.
В 1767 году британский парламент ввёл новые налоги, известные как Законы Таунсенда. На этот раз колонии не собирались на Конгресс, а вступили в переговоры по переписке, и пришли к решению объявить бойкот британским товарам. Делавэр почти не импортировал британские товары напрямую через свои порты (только через Филадельфию), поэтому не стал присоединяться к бойкоту, но вскоре стало известно, что некоторые торговцы колонии собираются закупать британские товары через Мэриленд, где бойкот бы более мягким. Тогда представители Филадельфии уговорили делавэрцев присоединиться к бойкоту и принять меры по контролю над его исполнением. В 1770 году законы Таунсенда были отменены и бойкот прекращён, но в 1773 году возник новый конфликт из-за закона о чае. В 1774 году пенсильванцы не дали британскому кораблю возможности выгрузить чай в Филадельфии, а в Бостоне груз чая был выброшен в море во время так называемого «Бостонского чаепития». В ответ парламент ввёл против Бостона ряд жёстких законов и закрыл бостонский порт.
Колонии приняли решение собраться на Континентальный конгресс для обсуждения ответных мер. Во всех трёх округах Делавэра прошли митинги, которые призвали поддержать Массачусетс и созвать Ассамблею на внеочередную сессию для выбора делегатов на конгресс. Ассамблея собралась в августе 1774 года (без санкции губернатора) и выбрала делегатами на конгресс Родни, Джорджа Рида и Маккина. В апреле 1775 года произошли столкновения британской армии с ополченцами Массачусется при Лексингтоне и Конкорде, а в мае собрался Второй Континентальный конгресс, на котором Делавэр представляли те же три делегата.
В сентябре 1775 года в Дувре собрался Комитет спасения, делегаты которого представляли все округа колонии и который должен был организовать мероприятия по обороне Делавэра. В декабре Конгресс поручил этому комитету предоставить войска для формирования Континентальной армии. К началу 1776 года был сформирован 1-й Делавэрский полк, который присоединился к армии Вашингтона летом 1776 года. Конгресс, между тем (в 1775 году) рассмотрел вопрос об объявлении независимости, однако колонии тогда были настроены на примирения с метрополией, и делегация от Делавэра тоже получила инструкции настаивать на политике примирения. Однако, за год настроения изменились. 7 июня 1776 года Конгресс снова поднял этот вопрос. 14 июня Томас Маккин предложил Делевэру отказаться от подчинения Британии и сформировать независимое правительство. 15 июня Ассамблея объявила, что теперь все чиновники на территории колонии действуют только от имени народа. В тот же день Ассамблея уполномочила своих представителей в Конгрессе действовать без каких-либо ограничений (фактически разрешила голосовать за независимость, не употребляя напрямую этого слова).
1 июня прошло обсуждения вопроса независимости, но на голосовании только 9 штатов выступили за независимость. В Конгреcсе в тот момент было только два делегата от Делавэра и их голоса разделились: Маккин голосовал за, а Рид против. 2 июня прошло повторное голосование, на этот раз Южная Каролина изменила своё мнение, а к делавэрцам присоединился Сизар Родни, который проголосовал за и тем самым присоединил Делавэр к голосующим в поддержку независимости. Декларацию независимости подписали все три делавэрских делегата, даже Рид, который изначально голосовал против. Принятие Декларации означало, что Делавэру надо сформировать собственное правительство. В середине июля прошли выборы делегатов в Конституционный конвент, который собрался в Нью-Касле 27 августа 1776 года под председательством Джорджа Рида. За месяц работы была создана Конституция Делавэра, которая стала первой конституцией штата и первой конституцией 1776 года, принятой специальным конвентом. Вместе с тем лоялистские настроения были сильны в штате, и население в целом очень сдержанно относилось к идее независимости.
Конституция упразднила пост королевского губернатора. Теперь главой правительства был президент, не имеющий права вето, и который делил власть с Советом из 4-х человек, назначаемых Ассамблеей. Ассамблея же сохранила все свои полномочия и могла издавать законы без одобрения президента. Она состояла из двух палат: верхней из 9 членов и нижней из 21-го члена. Права голосования не изменились, был введён запрет на импорт рабов, оговорена свобода прессы и свобода религии. Вместо прежнего названия колонии ("Округа Нью-Касл, Кент и Сассекс на Делавэре") было введено новое: «The Delaware State». Конституция вступила в силу во время осенних выборов Ассамблеи в 1776 году.
Первым президентом Делавэра стал Джон Маккинли, умеренный политик, подобно Риду. В том же году из Конгресса были отозваны Маккин и Родни, и был переизбран Джордж Рид, и вместе с ним был избран Джон Дикинсон, ранее делегат от Пенсильвании, голосовавший против независимости, и переехавший в Делавэр под давлением пенсильванских радикалов. Этот новый состав делавэрской делегации сразу вызвал возмущение революционной части Конгресса.

## Вторичные источники
- Johnson, Amandus The Swedish Settlements on the Delaware 1638-1664, Volume II (1927)
- Myers, Albert Cook ed., Narratives of Early Pennsylvania, West New Jersey, and Delaware, 1630-1707 (1912)
- Weslager, C. A.  New Sweden on the Delaware, 1638-1655 (The Middle Atlantic Press, Wilmington. 1988)